# União Internacional de Farmacologia Básica e Clínica
A International Union of Basic and Clinical Pharmacology (IUPHAR), em português União Internacional de Farmacologia Básica e Clínica, é uma associação voluntária, sem fins lucrativos, que representa os interesses de cientistas em campos relacionados à farmacologia para facilitar Melhores Medicamentos através da Educação e Pesquisa Global em todo o mundo.

## História
Fundada em 1959 como uma seção da União Internacional de Ciências Fisiológicas, a IUPHAR tornou-se uma organização independente em 1966 e é membra do Conselho Internacional de Ciência (ICSU). O primeiro Congresso Mundial de Farmacologia foi realizado em Estocolmo, Suécia, em 1961 e, posteriormente, a cada três anos. Depois de 1990, os Congressos Mundiais foram movidos para um intervalo de quatro anos. Essas reuniões apresentam as mais recentes pesquisas farmacológicas, tecnologia e metodologia e fornecem um fórum para colaboração internacional e troca de ideias. Uma Assembleia Geral, composta por delegados de todas as sociedades membras, é convocada durante os congressos para que as sociedades membras tenham a oportunidade de eleger o Comitê Executivo e votar em questões relacionadas à governança e atividades do sindicato.

## Membros
Os membros da IUPHAR são sociedades regionais, nacionais e de interesse especial em todo o mundo. As várias seções e comitês são compostos por indivíduos da academia, empresas farmacêuticas e organizações governamentais. Os recursos da IUPHAR estão disponíveis para todos os membros das sociedades relacionadas à farmacologia que aderem à IUPHAR.

## Composição
A IUPHAR está dividida em tópicos seccionais. A Divisão de Farmacologia Clínica, incluindo 3 subcomissões de Países em Desenvolvimento, Geriatria, e Farmacoepidemiologia e Farmacovigilância, enfoca as necessidades e ferramentas de pesquisa para os profissionais da saúde, como farmacêuticos, enfermeiros, médicos, dentistas e etc. O Comitê de Nomenclatura de Receptores e Classificação de Medicamentos (NC-IUPHAR) fornece uma orientação uniforme para nomear e classificar os resultados do Projeto Genoma Humano, nomeando proteínas derivadas de novas sequências como receptores funcionais e canais de íons. Foram estabelecidas seções especializadas em várias áreas da farmacologia, incluindo Metabolismo e Transporte de Medicamentos, Educação, Farmacologia Gastrointestinal, Imunofarmacologia, Farmacologia de produtos naturais, Neuropsicofarmacologia, Farmacologia Clínica em Pediatria, Farmacogenética e Farmacogenômica. Os voluntários participam das várias seções e divisões de acordo com seus interesses e treinamento.

## Atividades
O objetivo principal da IUPHAR é fornecer acesso global gratuito a um grande repositório on-line de dados de caracterização de receptores, canais iônicos, classes-alvo de enzimas e medicamentos através do Comitê de Nomenclatura de Receptores e Classificação de Medicamentos (NC-IUPHAR), estabelecido em 1987. O Guia de Farmacologia, criado em 2012, substituiu o IUPHAR-DB anterior. Este é um empreendimento conjunto com a Sociedade Farmacológica Britânica e foi apoiado pelo Wellcome Trust. Ele inclui todos os receptores acoplados à proteína G, canais de íons dependentes de voltagem, receptores 7TM, receptores nucleares, canais de íons dependentes de ligantes e cinases que são conhecidas por estarem no genoma humano. Onde relevante, são apresentados dados sobre os homólogos de ratos e camundongos para auxiliar pesquisadores e clínicos no desenvolvimento e/ou aprimoramento de terapêuticas para eventual medicação em seres humanos.
O NC-IUPHAR também promove padrões de nomenclatura de nomes para pesquisas em farmacologia e disciplinas relacionadas.
Em geral, a IUPHAR oferece aos farmacêuticos individuais experiência curricular gratuita, desenvolvimento de carreira e listas de empregos (a PharmacoCareers.org sem fins lucrativos), recursos de pesquisa e oportunidades de colaboração. A IUPHAR oferece aos locais de suas sociedades membros a participação em iniciativas mundiais, a divulgação de reuniões e atividades de membros, a nomeação de indivíduos para prêmios Young Investigator e a nomeação de delegados para as Assembleias Gerais quadrienais. Um boletim semestral intitulado Pharmacology International é publicado.
Como organização não governamental em relações oficiais com a Organização Mundial da Saúde (OMS), os representantes da IUPHAR ajudam a moldar políticas internacionais sobre medicamentos essenciais, terapêutica com doses apropriadas para crianças e competências essenciais em farmacologia clínica entre suas muitas atividades relacionadas à OMS.
A Divisão de Farmacologia Clínica compilou e divulgou o Compêndio de Pesquisa em Humanos um recurso gratuito para fornecer à comunidade científica interessada em pesquisa em seres humanos informações sobre o desenho de protocolos de pesquisa para avaliar a eficácia de um medicamento em uma série de condições patológicas.
A IUPHAR está envolvida no desenvolvimento da farmacologia nos países em desenvolvimento. Em conjunto com o ICSU, a iniciativa Farmacologia para África (PharfA) foi realizada em 2006 para promover e organizar a farmacologia no continente africano. A Sociedade Sul-Africana de Farmacologia Clínica e Básica está construindo um banco de dados e uma rede de instituições e farmacologistas para criar uma infraestrutura para treinamento e financiamento de farmacologistas. O objetivo a longo prazo é que o continente africano atinja o conhecimento e os recursos farmacológicos necessários para tratar de questões relacionadas à doença que afetam a população. Como parte desta missão, com o apoio do ICSU e da Sociedade Americana de Farmacologia e Terapêutica Experimental, a Seção de Educação da IUPHAR organizou uma série de oficinas, principalmente na África, para treinar jovens pesquisadores em práticas éticas de laboratório, incluindo os três Rs da ética. uso de animais.
O Projeto de Educação em Farmacologia da IUPHAR é um site desenvolvido pela IUPHAR, com apoio da Sociedade Americana de Farmacologia e Terapêutica Experimental (ASPET), como um recurso de aprendizado para apoiar a educação e o treinamento nas ciências farmacológicas. Os materiais destinam-se ao uso de estudantes de farmacologia, farmacologistas clínicos e outros interessados nas ciências farmacológicas. O objetivo declarado é produzir um recurso simples, atraente e de fácil pesquisa que apoiará estudantes e professores das ciências farmacêuticas, biomédicas, odontológicas, de enfermagem, além da medicina humana e veterinária. Pretende-se também como uma introdução a alguns dos novos dados do Guia de Farmacologia da IUPHAR/BPS, particularmente para aqueles menos familiarizados com esse material.

## Direções futuras
Os primeiros anos do século XXI serão focados na integração de pesquisas básicas e clínicas para implementar técnicas de medicina translacional mais rapidamente. A 9ª Conferência Mundial de Farmacologia Clínica e Terapêutica na cidade de Quebec, Canadá, foi a última reunião da IUPHAR a apresentar a farmacologia clínica separadamente. O Congresso Mundial de Farmacologia Clínica e Básica em Copenhague, na Dinamarca, de 17 a 23 de julho de 2010 foi a primeira reunião integrada. A fusão dessas diferentes abordagens para a mesma disciplina é acelerar a introdução de terapêuticas aprimoradas para humanos.
Os componentes educacionais serão enfatizados tanto nos programas de farmacologia existentes quanto no aumento e aprimoramento do treinamento em farmacologia nos países em desenvolvimento. Este tópico foi um tema central do 17º Congresso Mundial de Farmacologia Clínica e Clínica (WCP2014), realizado de 13 a 18 de julho de 2014 na Cidade do Cabo, África do Sul. O 18º Congresso Mundial de Farmacologia Clínica e Básica (WCP2018), realizado em Kyoto, Japão, de 1 a 6 de julho de 2018, se concentrará no desenvolvimento e terapêutica de medicamentos usando novas metodologias como sequenciamento de genoma, biologia de células-tronco, nanotecnologia e biologia de sistemas.